# Rose Tower
Rose Tower je mrakodrap v Dubaji. Má 72 podlaží a výšku 333 metrů. V budově se nachází hotel, což z něj dělá druhý nejvyšší hotel světa, ihned po JW Marriott Marquis Dubai. Výstavba Rose Tower probíhala v letech 2004–2007 podle projektu společnosti Khatib & Alami.